# Carl Marhold Verlag
Der Carl Marhold Verlag  (auch Carl Marhold Verlagsbuchhandlung) war ein Verlag in Halle (Saale) und Berlin.

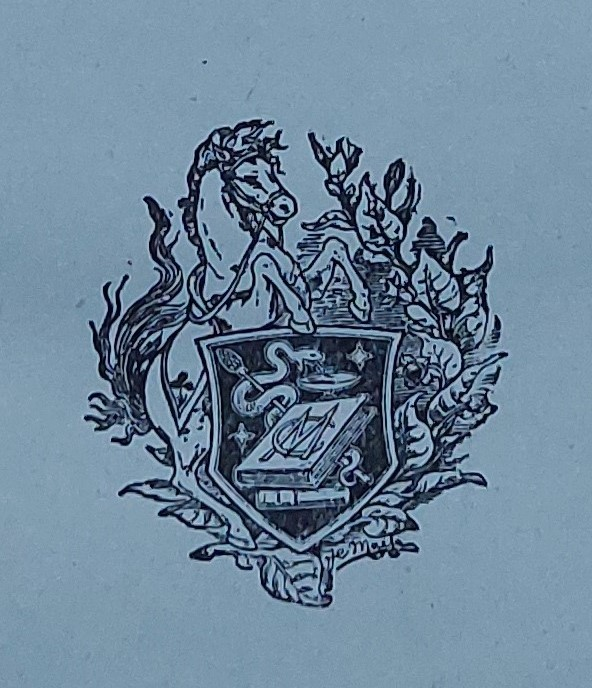
Verlagssignet (1902)

## Geschichte

### Halle 1895–1945
Am 1. Januar 1895 gründete der Buchhändler Carl Marhold einen Verlag in Halle. Dieser gab zunächst medizinische, bald auch psychiatrische und psychotherapeutische Fachliteratur heraus.
Nach dem Tod des Gründers führte Walther Jäh seit 1907 den Verlag weiter. Dort erschienen nun auch heilpädagogische Schriften und seit etwa Anfang der 1920er Jahre technische Fachliteratur. Seit dieser Zeit hieß er Carl Marhold Verlagsbuchhandlung.
Nach 1933 konnte die Verlagstätigkeit mit einigen ideologischen Einschränkungen fortgesetzt werden. 1941 wurde der Sohn Wolfgang Jäh Mitteilhaber. 1944/45 wurde die Produktion eingestellt.

### Halle 1946–1959
Im März 1946 erhielt Walther Jäh eine neue Lizenz zur Weiterführung der Carl Marhold Verlagsbuchhandlung in der Henriettenstraße 3. Etwa zwei Monate später starb er. Der Sohn Wolfgang Jäh führte das Unternehmen weiter. Es wurde nun vor allem heilpädagogische und technische Literatur herausgegeben.
Im September 1951 ging Wolfgang Jäh nach West-Berlin und gründete dort eine neue Carl Marhold Verlagsbuchhandlung. Der Verlag in Halle wurde durch die Stadt unter treuhänderische Verwaltung von Georg Langguth gestellt. Neuer Leiter wurde Hans Krug, ein Schwager Jähs. Es gab zunächst eine intensive Zusammenarbeit zwischen den beiden Unternehmen. Im August 1952 wurden Georg Langguth und Hans Krug in Halle entlassen und der Verlag der   Verwaltung Volkseigener Verlage (VVV) unterstellt.  Am 1. November 1952 erfolgte die Umwandlung in den VEB Carl Marhold Verlag. Dort erschien nun vor allem noch heilpädagogische Literatur.
Von 1956 bis 1959 erstritt die Witwe und Mutter Johanna Jäh in Halle eine Entschädigung für die Enteignung des Verlages.
Am 31. Dezember 1959 wurde dieser aufgelöst. Die Buchbestände und Verlagsrechte gingen an verschiedene andere Verlage über.

### Berlin-Charlottenburg 1951–1988
Die Carl Marhold Verlagsbuchhandlung in Berlin-Charlottenburg wurde von Wolfgang Jäh fortgeführt. Von 1953 bis 1965 hatte er außerdem den Verlag Haenchen & Jäh.
1984 übernahm der Sohn Thomas Jäh die Carl Marhold Verlagsbuchhandlung. 1986 starb Wolfgang Jäh. 1988 wurde Insolvenz angemeldet. Die Buchbestände und Verlagsrechte sowie weitere heilpädagogische Literatur wurden in der Edition Marhold im Wissenschaftsverlag Volker Spiess weitergeführt. 2009 beendete dieser seine Tätigkeit nach Insolvenz.

## Publikationen (Auswahl)

### Bücher

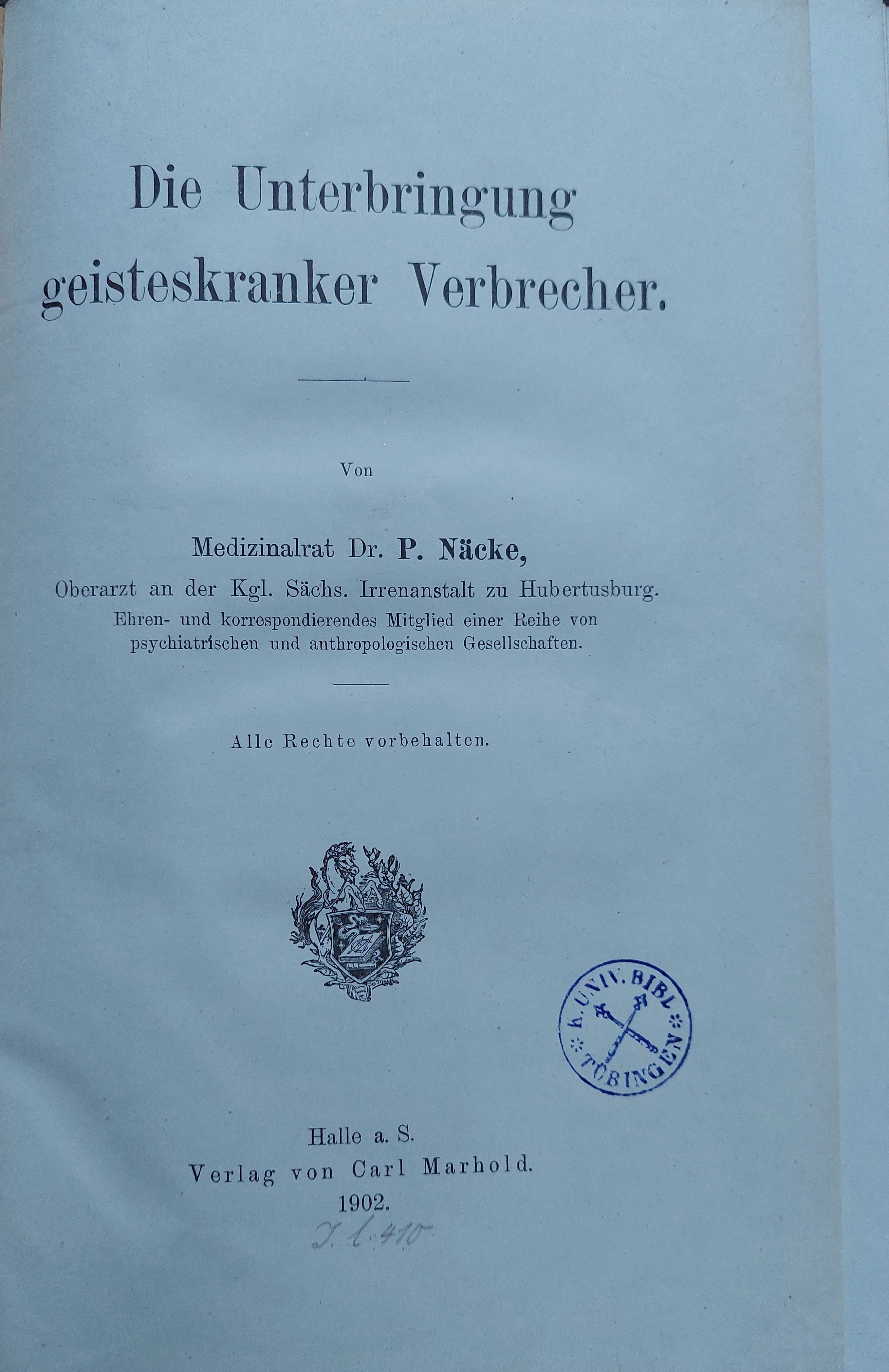
Paul Näcke: Unterbringung, 1902

Im Carl Marold Verlag erschienen zahlreiche Publikationen aus den Fachgebieten der Medizin, Psychiatrie, Neurologie, Psychotherapie, Heilpädagogik sowie Technik.
- Emanuel Fink: Die Bedeutung des Schnupfens der Kinder, 1895
- Leopold Réthi: Die Blutungen der oberen Luftwege in ihren allgemeinen und besonderen Beziehungen, 1895
- Alfred Hoche: Über die leichteren Formen des periodischen Irreseins, 1897
- Alfred Hoche: Die Aufgaben des Arztes bei der Einweisung Geisteskranker in die Irrenanstalt, 1900
- Gabriel Anton: Über geistige Ermüdung der Kinder im gesunden und kranken Zustande, 1900
- Paul Julius Möbius: Über den physiologischen Schwachsinn des Weibes, 1900, mehrere Neuauflagen
- Katinka von Rosen: Über den moralischen Schwachsinn des Weibes, 1904
- Adolf A. Grohmann: Die Vegetarier-Ansiedelung in Ascona und die sogenannten Naturmenschen im Tessin. Referate und Skizzen. 1904.
- Paul Fürbringer: Medizinische Winke fürs Radfahren, 1904
- Carl Gustav Jung: Über die Psychologie der Dementia praecox, 1907

- Gabriel Anton: Über krankhafte moralische Abartung im Kindesalter und über den Heilwert der Affekte, 1910.
- Max Funke: Sind Weiber Menschen? 1910

- Max Kauffmann: Die Bewußtseins-Vorgänge bei Suggestion und Hypnose, 1921
- Max Kauffmann: Sozialismus und Wirklichkeit, 1923.
- Poul Bjerre: Von der Psychoanalyse zur Psychosynthese, 1925
- Walter A. Koch: Psychologische Farbenlehre. Die sinnlich-sittliche Wirkung der Farben, 1931
- Heinrich Burhenne: Das Mutterbüchlein. Den deutschen Müttern gewidmet, 1934[1]
- Paul Honekamp: Über die Störungen des endokrin-vegetativen Systems, ihre Ursachen und ihre Heilung durch natürliche Heilstoffe, 1935.
- Paul Honekamp: Die Heilung der Geisteskrankheiten mit natürliche Heilstoffen, 1936
- Heinrich Burhenne: Rund um Italien. Tagebuch einer KdF-Reise, 1940[2]
- Otto Kampe: Ein Korb voll Kirschen – Kleine Geschichten. Um 1940 (Reihe Marholds illustrierte Jugendbücher)

### Zeitschriften und Periodika
Im Carl Marold Verlag erschienen auch zahlreiche Fachzeitschriften und weitere Sammelwerke zur Psychiatrie, Heilpädagogik, Medizin, Technik und weitere Wissensgebiete.
- Sammlung zwangloser Abhandlungen aus dem Gebiete der Nasen-, Ohren-, Mund- und Hals-Krankheiten, 1895–1907/09